# Charles Palmer (Judoka)
Charles Stuart William Palmer (* 15. April 1930 in Ealing (West London); † 17. August 2001 in London) war ein englischer Judoka, Präsident des Budokwai, der British Judo Association (BJA) und der International Judo Federation (IJF).  Die IJF verlieh ihm den 10. Dan Judo.

## Laufbahn als Judoka
Charles Palmer war 14 Jahre alt, als er im Sportunterricht an der „Drayton Manor High School“ in Ealing die Sportarten Jiu Jitsu und Judo näher kennenlernte. Besonderes Interesse entwickelte er dabei für das Judotraining, so dass er im Alter von 16 Jahren Mitglied im „Ealing Judo Club“ wurde. Durch intensives Training kam er sehr bald zu Wettkampferfolgen, so dass Gunji Koizumi und Trevor Leggett im Judoclub Budokwai seine weitere Ausbildung übernahmen. Das Budokwai war der führende Judo-Sportclub Großbritanniens und berechtigt Dan-Verleihungen im Namen des Kōdōkan durchzuführen. Auf Grund seiner Wettkampferfolge und der gründlichen Ausbildung erhielt Palmer 1948 den 1. Dan Judo, bevor er im Alter von 18 Jahren zum Wehrdienst einberufen wurde. Er diente bei der Royal Military Police, wo er hauptsächlich als Nahkampf- und Judotrainer tätig war. Während des Militärdienstes wurde er für die Judo-Nationalmannschaft des Vereinigten Königreichs freigestellt, mit der er erstmals an einem internationalen Judoturnier in den Niederlanden teilnahm. Zum Abschluss des Militärdienstes verlieh ihm das Budokwai den 2. Dan.
1951 ging Palmer nach Japan, um dort Judo noch besser kennenzulernen. Er wurde Mitarbeiter in der Sicherheitsabteilung der britischen Botschaft in Tokio und erhielt als ausländischer Student (kenshusei) des Kōdōkan die seltene Gelegenheit, die Philosophie und Kampfkunst des Judosports am Entstehungsort zu studieren. Während seines vierjährigen Aufenthalts in Tokio verlieh ihm das Kodokan 1953 den 3. Dan und 1955 den 4. Dan.

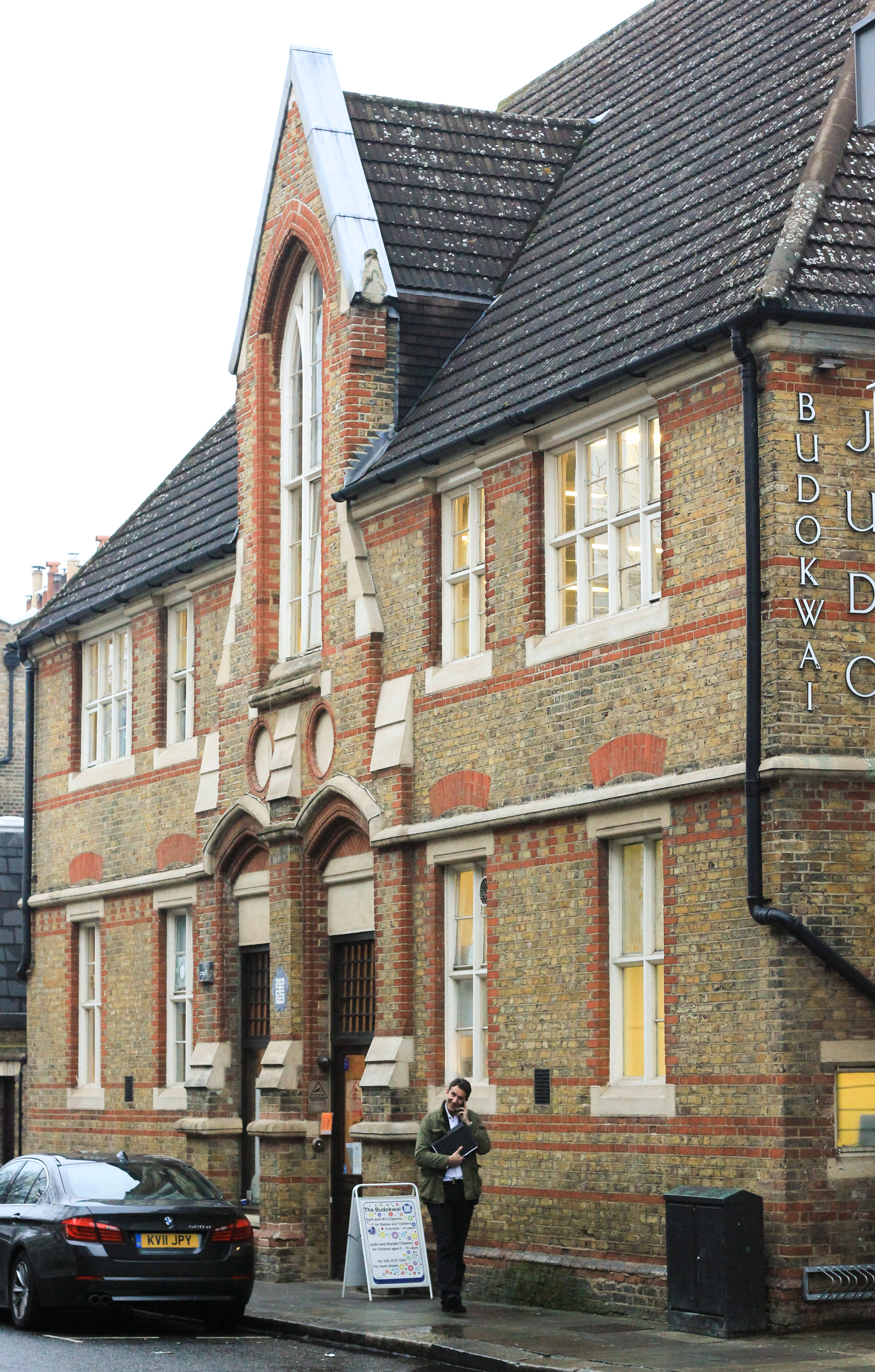
Gebäude des Budokwai Judo Club in London (2013)

Nach der Rückkehr aus Japan nahm Palmer Verbindung mit Geof Gleeson auf, der Mannschaftskapitän der britischen Judo-Nationalmannschaft war. Gleeson hatte von 1952 bis 1955 auch an Lehrgängen des Kodokan in Tokio teilgenommen und war dort ebenfalls mit dem 4. Dan ausgezeichnet worden. Palmer überzeugte Gleeson, sich in London gemeinsam dem Budokwai anzuschließen. Mit ihrer Bewerbung bei Gunji Koizumi hatten sie Erfolg, sodass Palmer und Gleeson als führende Trainer (Senior instructor) im Budokwai angestellt wurden. 1957 wurde Palmer von Gleeson in das britische Nationalteam berufen. Er nahm 1957 an den Einzelwettkämpfen zur Judo-Europameisterschaft teil und errang zusammen mit dem Deutschen Gerhard Alpers den 3. Platz in der Klasse Alle Kategorien. Als Mitglied der Nationalmannschaft war er ab 1957 drei Mal nacheinander am Gewinn der Team-Europameisterschaften beteiligt. Bis zum Abschluss seiner aktiven Laufbahn im Jahr 1960 erzielte Palmer keine weiteren Medaillenränge bei Europa- oder Weltmeisterschaften, da er mit Anton Geesink, Henri Courtine und Bernard Pariset in Europa drei überlegene Konkurrenten hatte und bei Weltmeisterschaften die japanischen Judoka bis 1961 als unschlagbar galten.
Als aktiver Judoka war Palmer ein beeindruckender Gegner. Von gedrungener, kräftiger Statur hatte er bei der Körpergröße von ca. 1,73 m ein Wettkampfgewicht von mehr als 110 kg. Seinen Gegnern blieb er als „Panzer auf  zwei Beinen“ in Erinnerung, dessen Gleichgewicht nur sehr schwer zu brechen war. Palmers Spezialtechnik war der Innenschenkel-Wurf (Uchi Mata), den er unwiderstehlich durchzog.

## Karriere als Sportfunktionär
Im Alter von 30 Jahren zog sich Charles Palmer vom Wettkampfsport zurück. Neben seiner Cheftrainerposition im Budokwai, wo er als Nachfolger des mit ihm eng befreundeten Koizumi auch zum Präsidenten des Sportclubs ernannt worden war, übernahm Palmer weitere Aufgaben als Sportfunktionär. 1961 wurde er Vorsitzender der British Judo Association (BJA). Dieses Amt übte er bis 1981 aus und wurde während dieser Zeit auch zum BJA-Präsidenten gewählt, der die Interessen der britischen Judoka in internationalen Gremien zu vertreten hatte. Während des Kongresses der International Judo Federation (IJF) 1965 in Rio de Janeiro wurde Palmer als Nachfolger von Risei Kanō, dem Sohn des Judo-Gründers  Kano Jigoro, zum Präsidenten der IJF gewählt. Damit war er der erste IJF-Präsident, der kein gebürtiger Japaner war. Unter seiner Führung gelang es der IJF das Internationale Olympische Komitee (IOC) davon zu überzeugen, die Sportart Judo ab 1972 regulär in das olympische Programm aufzunehmen. Für seine erfolgreiche Arbeit im britischen und internationalen Judosport wurde Palmer 1973 als „Officer“ in den Order of the British Empire aufgenommen. Ab 1975 war Palmer Mitglied der General Assembly of International Sports Federations (GAISF), in der er danach 12 Jahre lang die Position des GAISF-Generalsekretärs einnahm. Als führender Sportfunktionär musste er auch auf politischer Ebene diverse Auseinandersetzungen austragen. In Opposition zur britischen Regierung unter  Margaret Thatcher setzte er sich vehement für die Teilnahme der britischen Sportler an den Olympischen Spielen 1980 in Moskau ein. Nach eigenen Aussagen kosteten ihn sein Einsatz als Boykottbrecher und die Gegnerschaft Thatchers die Aufnahme in den Adelsstand. Nach der erfolgreichen Olympiateilnahme in Moskau wurde Palmer 1983 zum Vorsitzenden der British Olympic Association (BOA) gewählt und wirkte in dieser Position bis 1988. Auf Grund seiner Verdienste um den internationalen Judosport ehrte ihn die IJF 1997 mit der Verleihung des 10. Dan (jūdan). Damit war er einer der wenigen Judoka, der diese höchste Auszeichnung zu Lebzeiten erhielt.

## Persönlichkeit
Charles Palmer war eine extravagante Persönlichkeit. Mit seiner überschäumenden, oft auch konfrontativen Art erregte er fortdauernde Aufmerksamkeit. Das brachte ihm in der Öffentlichkeit viele Anfeindungen ein. Als er 1955 aus Japan zurückkam, legte er sich einen seltenen, sehr teuren Jaguar S.S.100 zu, mit dem er in Kensington herumfuhr. Viele Jahre war er dafür bekannt, dass er die teuersten Zigarren rauchte und dabei den regierungsamtlichen Boykott gegenüber Castros Kuba ignorierte. Als Sportfunktionär fuhr er zu internationalen Veranstaltungen in Europa oft im eigenen Rolls-Royce, da er diese Art zu reisen am bequemsten fand. Außerdem hatte er sich zum Piloten ausbilden lassen und flog zu einigen Terminen selbst im Privatflugzeug.
Palmer war ein exzellenter Kartenspieler und Eigentümer zweier Spielcasinos und eines Restaurants. Zur Abwechslung und Erholung spielte er Schlagzeug in einer Londoner Jazzband. Außerdem war er ein sehr guter Koch und ein Experte im Skifahren. Trotz seiner vielen Auslandsaufenthalte blieb London immer sein Lebensmittelpunkt. Ungewöhnlich für einen normalen Londoner war auch, dass Palmer als polyglotter Zeitgenosse auftrat, der sich nicht nur in Englisch, sondern auch auf Französisch, Japanisch, Deutsch und Spanisch verständigte. Obwohl er während seines abwechslungsreichen Lebens viele weibliche Bewunderer hatte, blieb er unverheiratet.
In den 1990er Jahren hatte Palmer zunehmend mit gesundheitlichen Schwierigkeiten zu kämpfen. Das hielt ihn jedoch nicht davon ab, persönlich an den jährlichen BJA-Generalversammlungen teilzunehmen und die Präsidentschaft bei diesen Veranstaltungen zu übernehmen. Im Jahr 2001 erkrankte er so schwer, dass er am 16. August 2001 ins Krankenhaus eingeliefert werden musste, wo er am nächsten Tag im Alter von 71 Jahren verstarb.